# Pierre and Gilles, Love Stories
Pierre and Gilles, Love Stories è un documentario del 1997 diretto da Mike Aho e basato sulla vita degli artisti francesi Pierre e Gilles.